# Stari Grad
Stari Grad (italsky Cittàvecchia) je město na severní straně dalmatského ostrova Hvar v Chorvatsku. V roce 2001 žilo v obci 2 817 obyvatel, 1906 z nich žije ve Starém Gradu.

## Historie

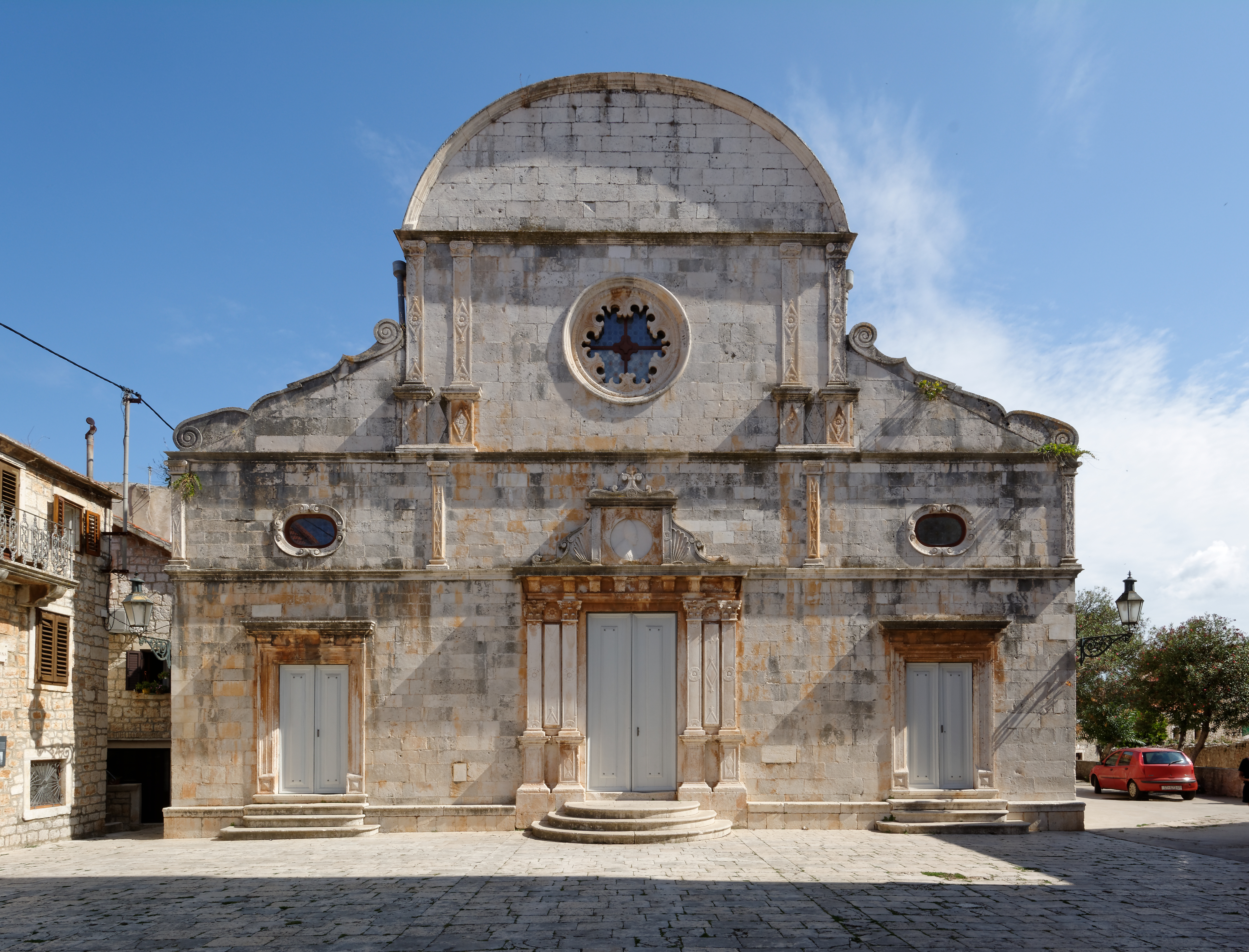
Barokní kostel sv. Štěpána byl vybudován na základech staršího kostela

Ostrov Hvar byl osídlen již v neolitu (mladší době kamenné), což dokládají četné nálezy. Později ilyrskymi kmeny. 
O Starém Gradu píší Chorvati jako o svém nejstarším městě, o městě s nejdelší zaznamenanou délkou existence. Starořeckým názvem Starého Gradu je Faros. Tak toto místo pojmenovali řečtí kolonizátoři z ostrova Paros, kteří sem dorazili v období 99. olympiády, tedy roku 385 př. n. l. a vybudovali zde starověký polis.
Na Starigradské pláni, od roku 2008 zapsané na listině světového dědictví UNESCO, se pěstuje převážně kvalitní vinná réva a olivy, na svazích levandule. Město se v posledních desetiletích rozrostlo i do přilehlého vnitrozemí.
V letech 2021-2022 proběhl v ulicích města záchranný archeologický průzkum před stavbou nové kanalizace a nového vodovodu. Při tom byly znovuodkryty římské mozaiky ze 2. století v ulici Srinjo kola, objeveny pozůstatky barokní dlažby vedle kostela svatého Štěpána a odkryty pozůstatky řeckých staveb ze 4. století před naším letopočtem. Fotografie z tohoto průzkumu byly zveřejněny na výstavě pracovnice Mizea Starého Gradu a fotografky Vilmy Matulić, která měla název Gradovi ispod grada / Towns Under the Town.

Archeologické nálezy z let 2021-2022, foto: Vilma Matulić
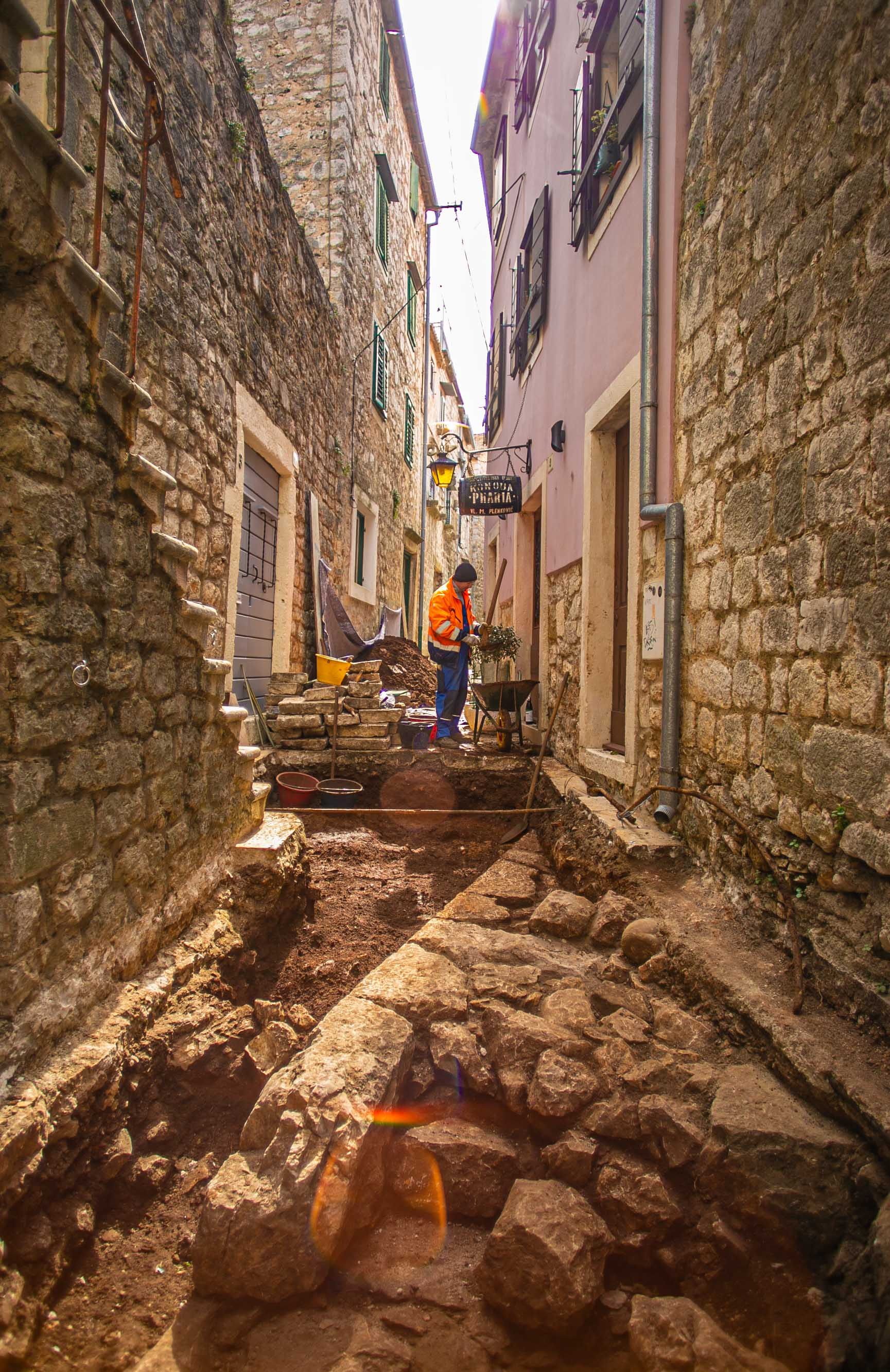
Starověké zdi pod dlažbou ulice Vagonj
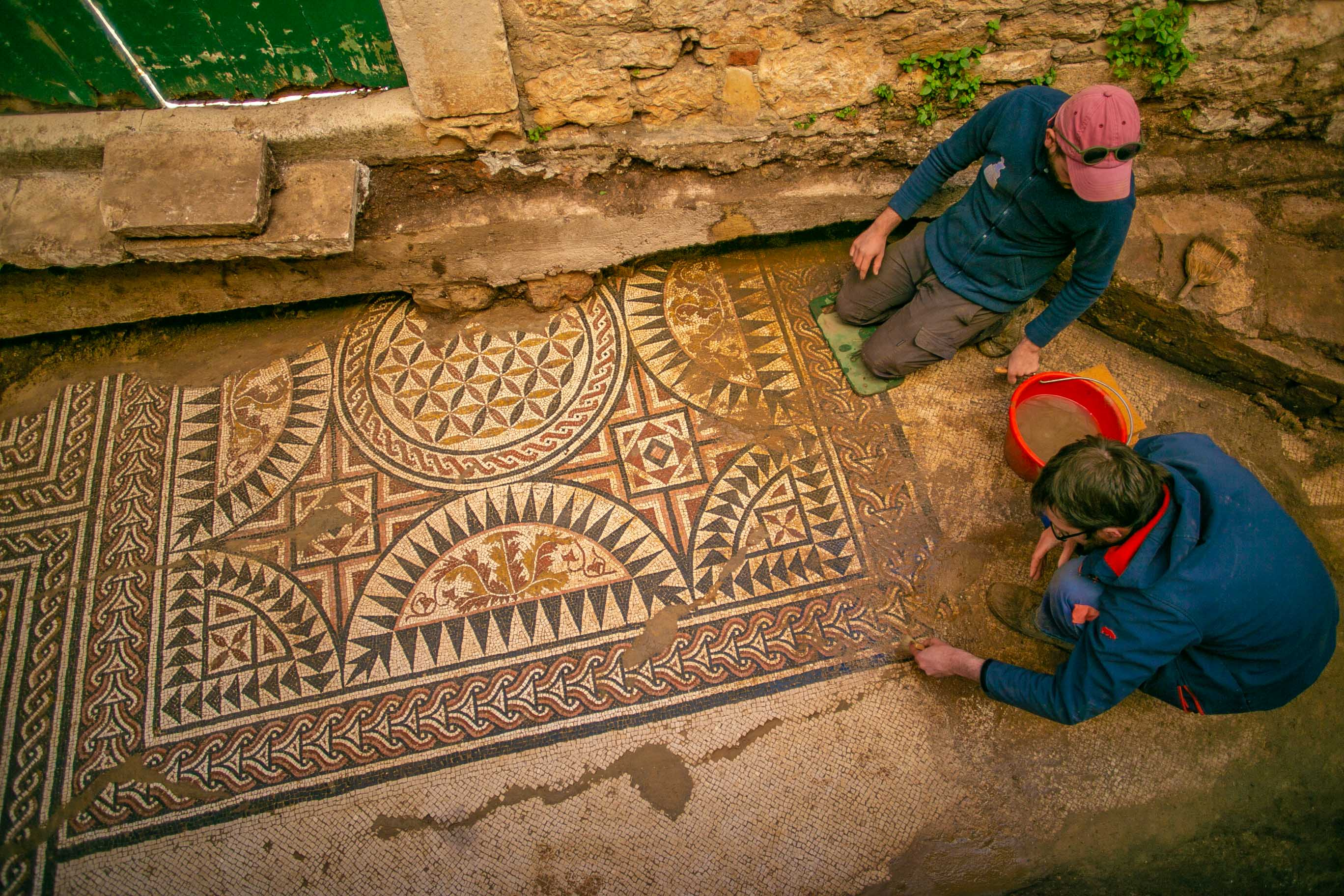
Římská mozaika ze 2. století pod dlažbou ulice Srinjo kola
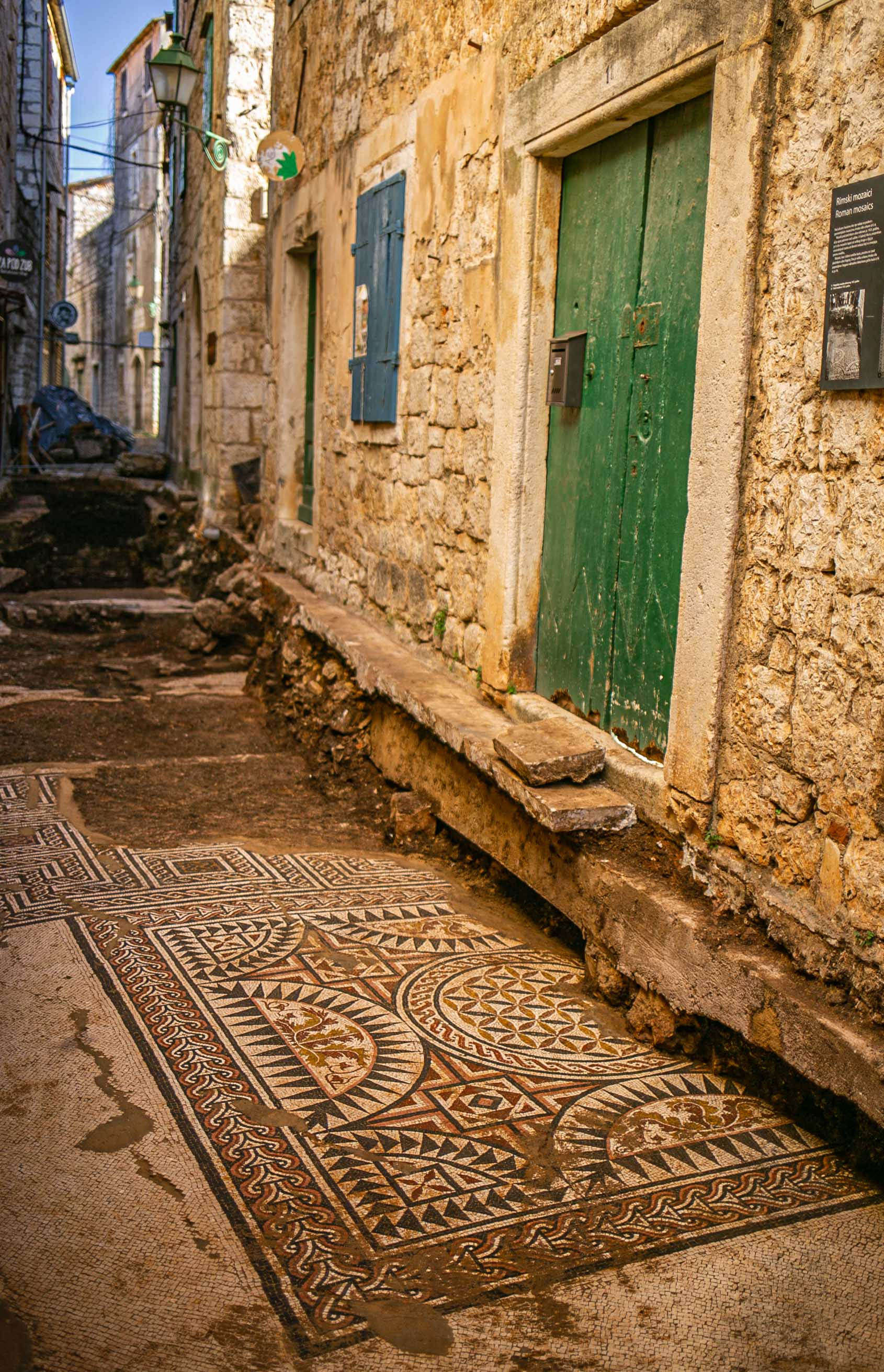
Římská mozaika ze 2. století pod dlažbou ulice Srinjo kola
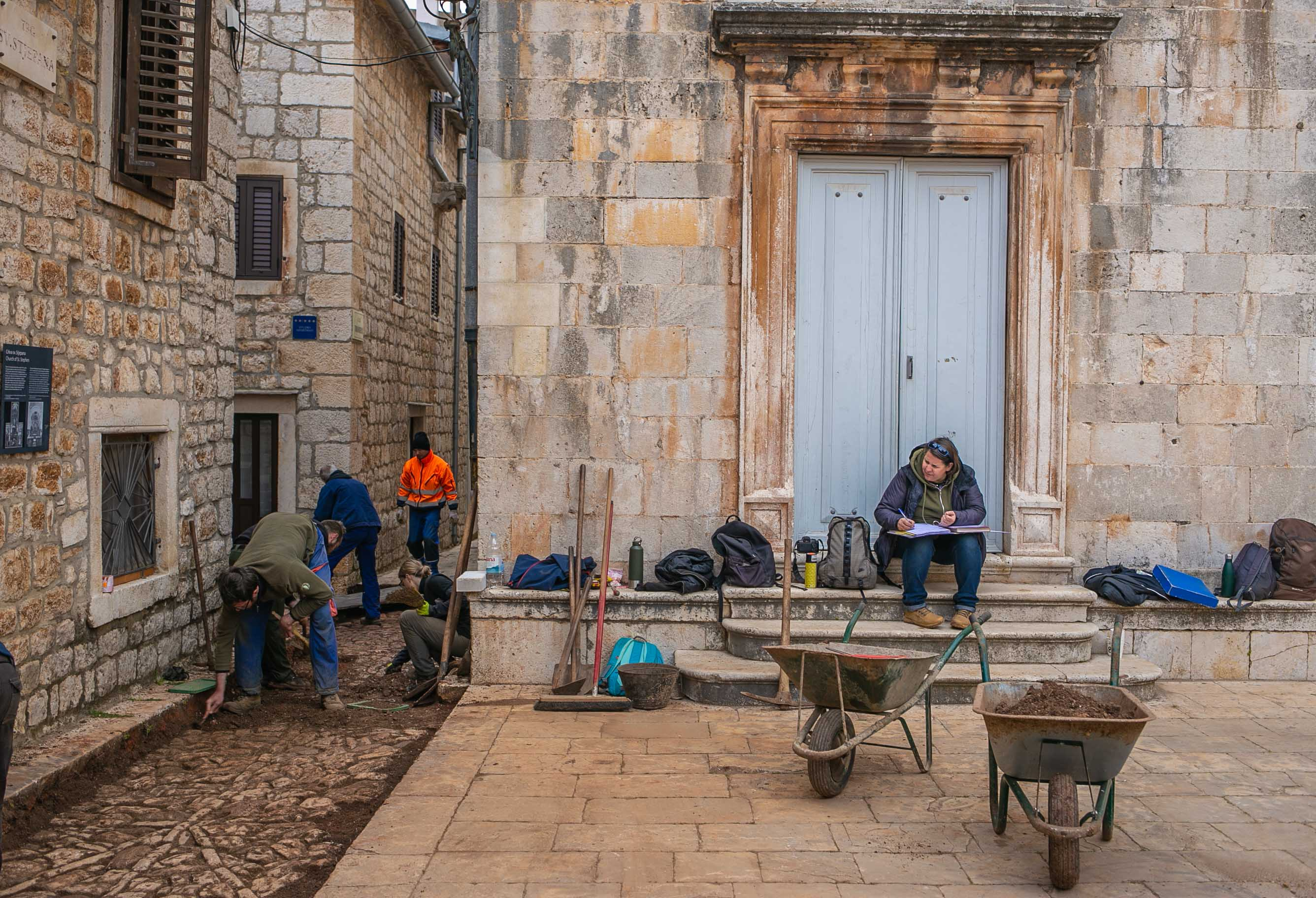
Barokní dlažba pod úrovní náměstí svatého Štěpána

## Památky

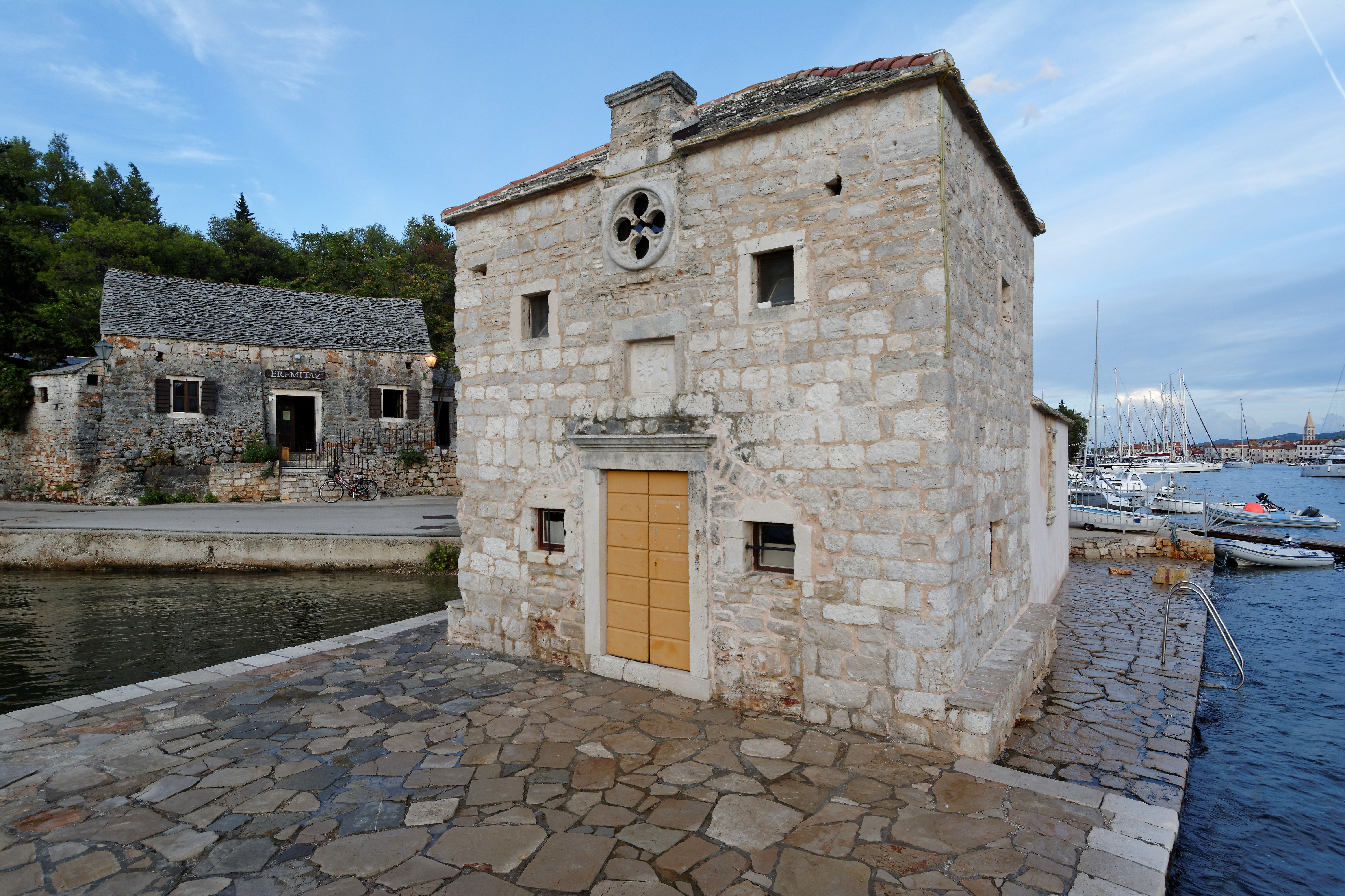
Kamenný kostelík sv. Jeronýma na pobřeží

- Tvrdalj, opevněná vila renesančního šlechtice, básníka a překladatele Petara Hektoroviće
- vila a mauzoleum Šime Ljubiće

### Kostely
- kostel svatého Štěpána
- kostel svatého Petra při dominikánském klášteře
- kostel svatého Rocha
- kostel svatého Jana
- kostel svatého Mikuláše
- kostel svatého Jeronýma
- kostel svaté Lucie

### Muzea
- Muzeum města Stari Grad (Muzej Staroga Grada), palác rodiny Biankini. V muzeu se nachází expozice antických podmořských a archeologických nálezů, dva dobové interiéry – salon Gelineo-Bevardi a pokoj námořního kapitána. Dále jsou v muzeu expozice malířů Juraje Plančiće a Bartola Petriće. V lapidáriu na dvoře paláce se nacházejí ukázky římských mozaik, přenesené sem z vykopávek ve městě. Také zde roste vzácný himálajský cedr, zasazený zakladateli paláce. [4]
- Dominikánský klášter a kostel sv. Petra mučedníka (Dominikanski samostan i crkva sv. Petra mučenika u Starom Gradu). V expozici se nachází obraz Oplakávání Krista (Oplakavanie Krista), připisovaný italskému malíři Tintorettovi.

### Památky v okolí města
- Starigradská pláň - památka UNESCO
- Purkin kuk - ilyrské hradiště a později pravděpodobně řecká pevnost.
- Likorova kuća - ruina usedlosti Dr. Petera Ostojiće z první poloviny 19. století

## Kultura
Město má vlastní dechový orchestr s názvem Chorvatská městská hudba Stari Grad (chorvatsky Hrvatska gradska glazba Stari Grad), který ve městě působí nepřetržitě od roku 1876. Zajímavostí je, že jeho prvními kapelníky byli Češi.

## Doprava

### Silniční doprava
Stari Grad leží na hlavní komunikaci ostrova Hvar (D 116), která vede podél celého ostrova ze Sučuraje do města Hvar.

### Lodní doprava
Přístav Stari Grad
Přímo ve městě Stari Grad se nachází přístav I. kategorie pro jachty a malé lodě, délka mola je 486 m

### Cyklistika
Z města Stari Grad vycházejí dvě okružní cyklistické trasy:
- 706 Kabal – trasa: Stari Grad – Kabal – Stari Grad, délka: 24,7 km, převýšení: 443 m.[7]
- 707 Purkin kuk – trasa: Stari Grad – Sveti Nikola – Dol sv. Marije – Stari Grad , délka: 21,5 km, převýšení 628 m.[8]

Městem dále prochází cyklistická trasa:
- 704 Za UNESCO-m – trasa: Jelsa – Vrboska – Stari Grad – Dol – Vrbanj – Jelsa, délka: 22,7 km, převýšení: 329 m.[9]

### Letiště

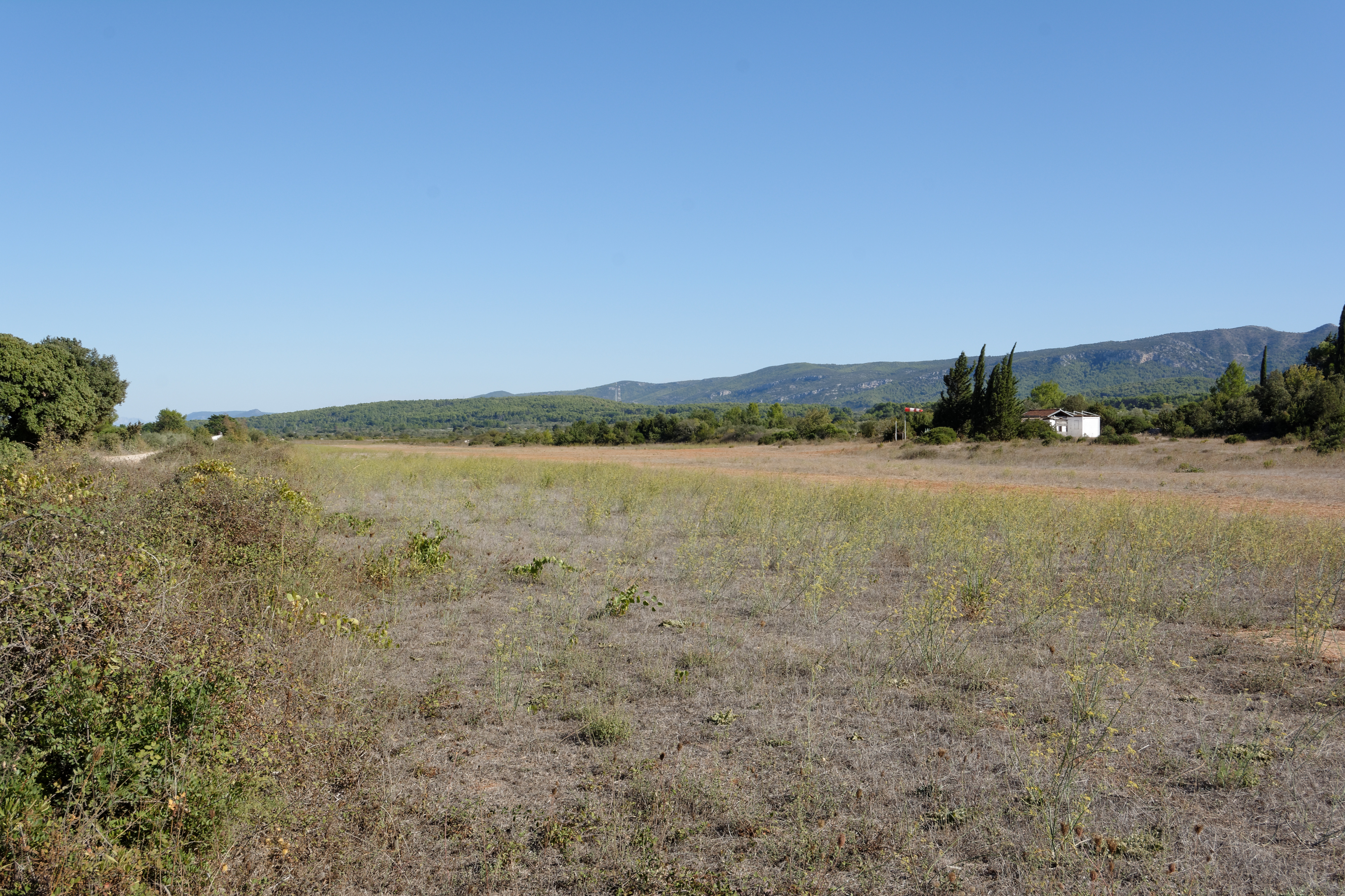
Letiště Hvar

Východně od města v areálu Starigradské pláně je travnaté letiště pro sportovní letadla (ICAO kód letiště LDSH). Jsou zde pořádány i vyhlídkové lety pro turisty.

## Významné osobnosti
- Petar Hektorović
- Šime Ljubić
- Juraj Plančić
- Bartol Petrić